# Aigen (Salzburg)

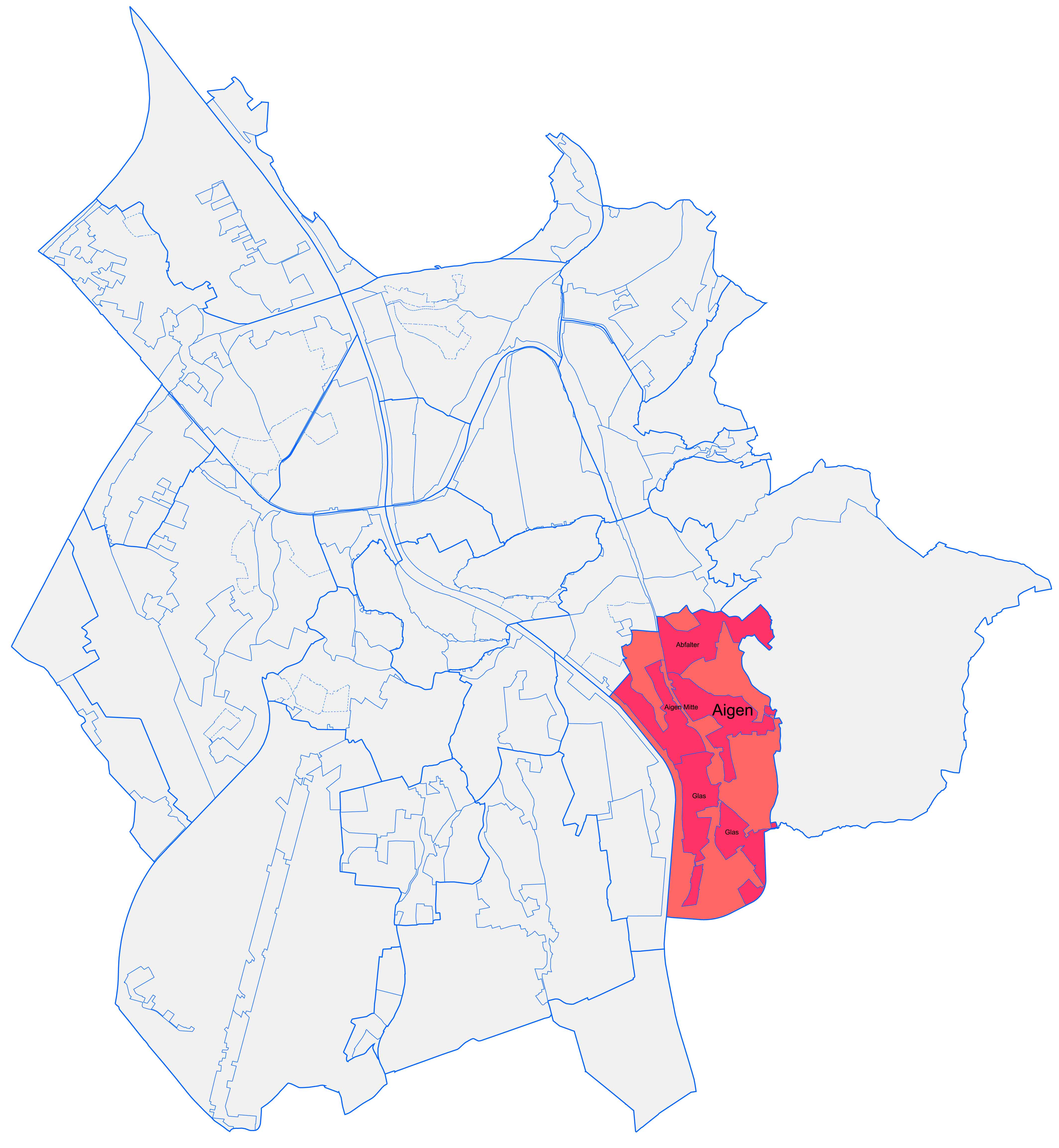
Der Stadtteil Aigen

Aigen ist ein am Südostrand der Stadt Salzburg gelegener Stadtteil. Er hat eine Größe von 355,6 ha und rund 10.000 Bewohner. Die aus dem Dorf Aigen ab 1850 konstituierte selbständige Ortsgemeinde wurde aus dem Gebiet des damaligen Pfarrvikariats Aigen geschaffen und teilweise am 1. Juli 1935, gänzlich am 1. Jänner 1939 in die Stadt Salzburg eingemeindet, ein Teil ging zu Elsbethen. Aigen hat einen großen Anteil an Naturraum, gilt als einer der teuersten Wohnbezirke der Landeshauptstadt und ist Wohnsitz etlicher prominenter Persönlichkeiten.

## Lage
Nördlich von Aigen liegt der Stadtteil Parsch, wobei die Nesselthalergasse und der Grünraum um das alte Bauerngehöft Jägergut und die Fischbachvilla westlich der Bahnlinie die Grenze zu Parsch bilden, und östlich derselben der Preuschenpark um den Abfalterhof und die Maria-Cebotari-Straße. Im Westen bildet die Salzach, im Osten der Gaisberg eine natürliche Grenze.

## Geschichte
Zum Namen: aigen, althochdeutsch eigan bedeutet „haben, besitzen“ und bezeichnet als Substantiv vor allem das (ererbte) Grundeigentum, bzw. den freien Eigenbesitz. Das „Eigentuom“ bezeichnet mittelhochdeutsch das freie Besitzrecht. Ein Aigner ist daher ein freier, nicht abgabepflichtiger Bauer.
Aigen ist wesentlich ein Villenviertel. Der Großteil dieser Villen mit ihren großen Parkanlagen entstand zwischen 1850 und 1914. Nach den Wirren der Wiener Revolution von 1848 und vor allem nach dem Bau der Südbahn führt eine Aufbruchstimmung in Salzburg zu einem hektischen Baugeschehen. Die wohlhabendsten Bürger wollten dabei als Statussymbol in Aigen wohnen. Berühmte Villen sind der Grünbichlhof (erbaut 1855), die Villa Schmederer (erb. 1887), die Villen Honsig und Erlenburg, und vor allem die Villa Walburga (erbaut 1863), die 1883 umgebaut wurde und dann Villa Lamberg hieß und die 1924 nach einem neuerlichen Umbau als Trapp-Villa Berühmtheit erlangte – nicht zuletzt auch durch den Film The Sound of Music. Die bekannte Familie Trapp wohnte in dieser Villa, zu der neben einem weitläufigen Park auch eine Landwirtschaft gehörte, bis zu ihrer Emigration 1938. 1939 bis 1945 wohnte in dem beschlagnahmten Haus der SS-Führer Heinrich Himmler. Im Jahr 1953 kaufte die Kongregation der Missionare vom Kostbaren Blut diese Villa.

## Kultur und Sehenswürdigkeiten

### Aigner Kirche

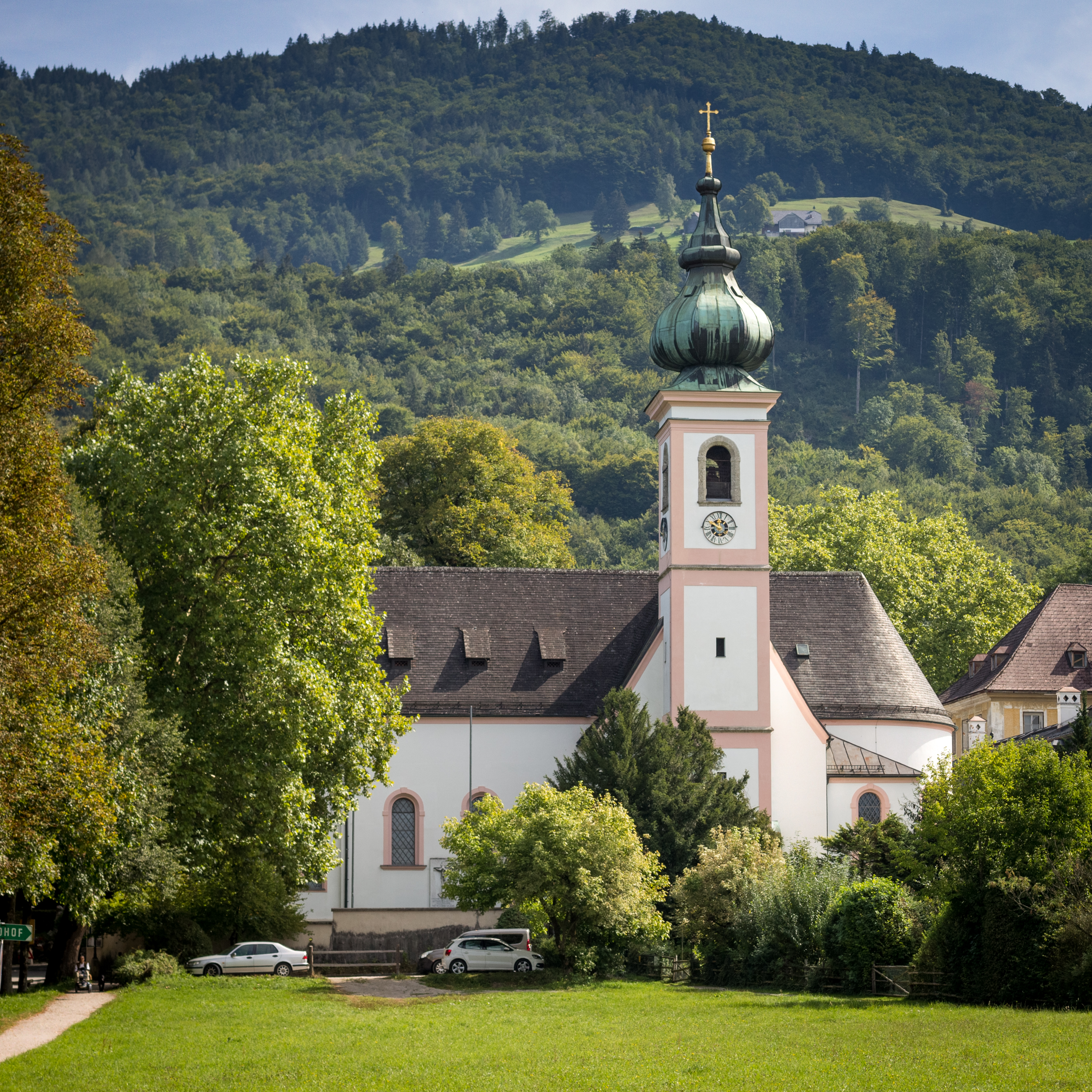
Pfarrkirche Aigen (Salzburg)

Die 1411 im Rahmen einer Renovierung urkundlich erstmals erwähnte Kirche, die dem heiligen Johannes dem Täufer geweiht ist, bildete bis 1852 eine Filiale der Dompfarre. Bis 1689 war sie eine rein gotische Kirche. In den Jahren vor 1691 wurde sie dann barockisiert, 1717 folgte der erste barocke Hochaltar. Die Kirche wurde 1852 eine eigene Pfarre. Zwischen 1909 und 1911 wurde das Aigner Kirchlein, als es den Anforderungen einer Stadtpfarrkirche in keiner Weise mehr entsprach, nach den Plänen von Franz Wagner in einem völligen Umbau um ihre eigene Achse gedreht und so entscheidend erweitert. 1969 wurde die Kirche unter Diözesan-Architekt Pierich restauriert.
2003 wurde eine neue Orgel vom Straßburger Orgelbauer Gaston Kern unter gestalterischer Mitwirkung des Organisten Stephan Aichinger erbaut. Die „Silbermann-Orgel“ gilt in der Salzburger Orgellandschaft als Rarität.

### Schloss Aigen
Das Schloss Aigen ist bereits 1402 als „Freies Eigen“ im Besitz des Domkapitels erwähnt und wurde 1614 zu einem Adelssitz. In der Barockzeit war Schloss Aigen im Eigentum des Grafengeschlechtes Kuenburg. 1804 wurde es vom Salzburger Domherren Ernst Fürst Schwarzenberg erworben. Der heutige Eigentümer ist Landolf Graf Revertera, der auch wegen seiner tatkräftigen Rumänienhilfsinitiative bekannt ist. Das Schloss stand lange leer, wurde aber von 2016 bis 2018 mit öffentlichen Mitteln unterstützt mustergültig saniert.
Das Schloss war im 19. Jahrhundert auch Namensgeber des Stadtteils mit den alten Siedlungskernen Glas und Abfalter, bis dieser am 1. Januar 1939 in die Landeshauptstadt eingemeindet wurde. Parsch wurde aber bereits im Jahr 1935 im Zuge der ersten Erweiterung Salzburgs eingemeindet und bildet seitdem einen eigenen Stadtteil.

### Der Aigner Park
Um 1780 entstand in der Zeit der Aufklärung der englische Landschaftspark östlich von Schloss Aigen, der unter dem Domherrn Ernst Fürst Schwarzenberg 1804 deutlich ausgebaut wurde und bald mit seinem Kanzeln, Glorietten, Grotten, Eremitagen, bewaldeten Hängen, verschlungenen Wegen, Aussichtspunkten, Schluchten, Wasserfällen, Kanzeln und Brücken international Berühmtheit erlangte. Er wurde zum Paradiese stilisiert und zum Abglanz himmlischer Herrlichkeit. Der Aigner Park wurde von vielen Malern verherrlicht und von Dichtern vielfach besungen. Auch in vielen zeitgenössischen Reiseberichten wird er ausführlich erwähnt. Der Weg nach Aigen und der Weg von hier auf den Gaisberggipfel wurden zu einer Art Wallfahrt. Die aufgeklärte aber militärisch strukturierte Loge der „Illuminaten“ (den Freimaurern nahestehend), traf sich hier regelmäßig. Die dortigen Quellen wurden als heilkräftig betrachtet, sodass auch ein Heilbad hier entstand. Der Park mit seinen Wegen Aussichtspunkten Grotten Wasserfällen stellt eines der wichtigsten Denkmäler der Gartenbaukunst des frühen 19. Jahrhunderts dar.
In Erinnerung der großen kulturhistorischen Bedeutung ist der Aigner Park zudem ein Geschützter Landschaftsteil gemäß dem Salzburger Naturschutzgesetz.

### Der Aigner Friedhof

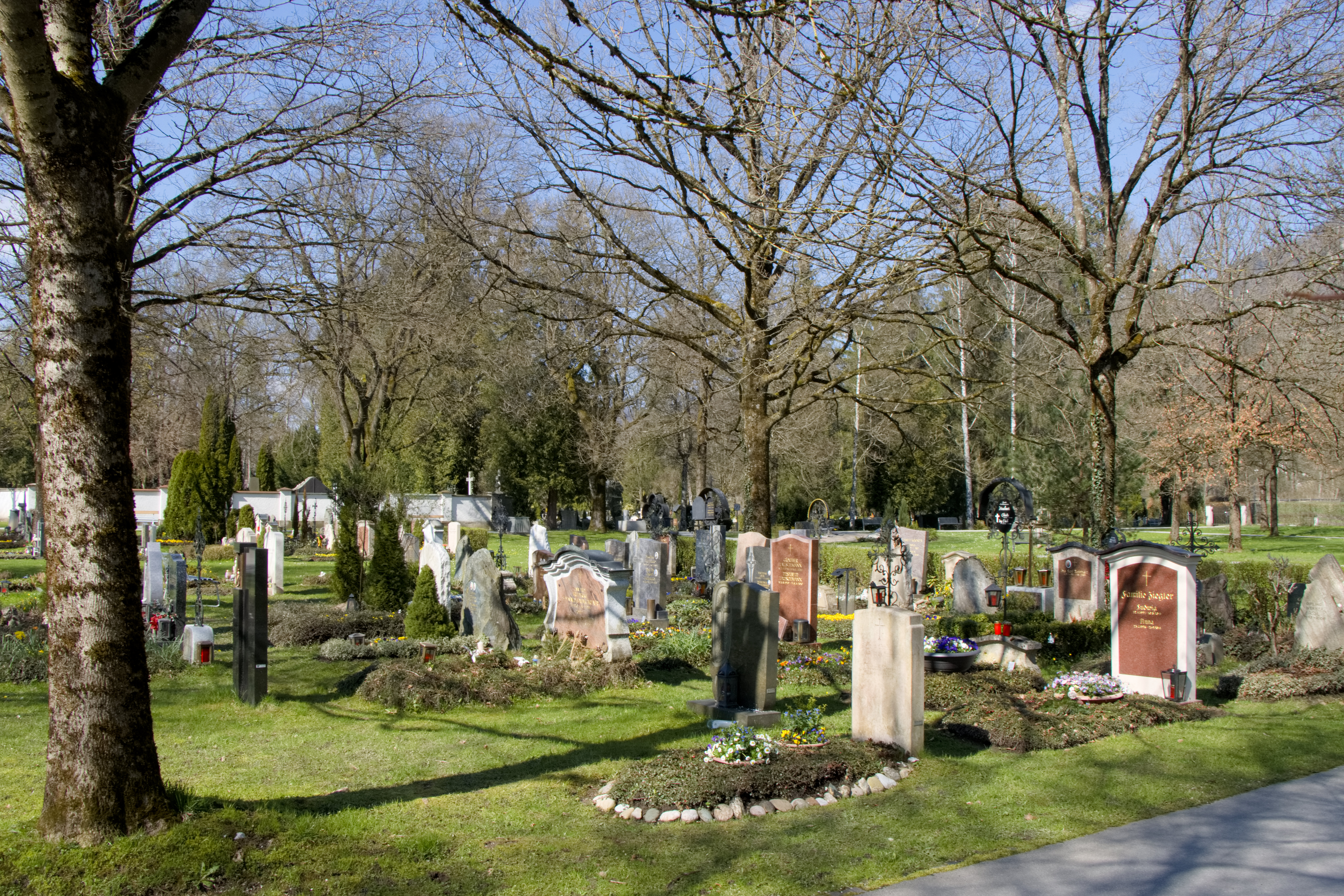
Im Aigner Friedhof

Der heutige Aigner Friedhof lag früher bei der Aigner Kirche und ist dort schon 1447 nachgewiesen. Als der Raum um die Kirche zu klein wurde, wurde 1891 an der heutigen Stelle d. h. abseits der Kirche ein neuer deutlich größerer Friedhof angelegt. Seit der Eingemeindung des Stadtteiles Aigen im Jahr 1939 wird dieser frühere Pfarrfriedhof von der Stadt Salzburg betreut. Der Friedhof wurde 1992/1993 deutlich vergrößert.

## Aigen und seine Teile

### Glas
Der älteste Siedlungskern im heutigen Stadtteil Aigen ist Glas, dessen Name auf eine römische Ortsbezeichnung glasa zurückgehen könnte.
Glas lag an der alten Römerstraße, die von Salzburg in den Süden über Cuccule (Kuchl) nach Teurnia (bei Spittal) und weiter nach Aquileia führte. 1868 wurde in der römischen Villa von Salzburg-Glas (Aigen) eine zerbrochene Schale mit Delphinrelief gefunden (Salzburg Museum). Erste Aufzeichnungen über den Ort Glasa sind schon um 790 (Schenkung des Baiernherzogs Theotbert an das Kloster Nonnberg) bekannt. Im Mittelalter war Glas ein verträumtes Bauernnest, hochwassersicher am Schwemmkegel des Gaisbergs gelegen, dessen höher gelegener Teil Oberndorf hieß.
Heute sind Glas und die Ortschaft Glasenbach von Elsbethen weitgehend verwachsen. Das ehemalige Oberndorf und die Hanglagen gehören zu Elsbethen, das Schulzentrum der Ursulinen ist aber noch auf Salzburger Gemeindegebiet (Postleitzahlen 5026 Salzburg-Aigen, 5061 Salzburg bzw. 5061 Elsbethen-Glasenbach). Zu beachten ist, dass Glas am Glasbach liegt, Glasenbach aber am Klausbach, dessen früherer Name ebenfalls Glasenbach lautete (Glasenbachklamm).
Bauten in Glas:
- Doktorschlössl: Das älteste erhaltene Gebäude des Dorfes Glas ist das Doktorschlössl, das ehemalige Schloss Radaun, das erstmals 1116 im Eigentum von Stift Nonnberg erwähnt ist. Hier wohnte auch die verheiratete Tochter von Dombaumeister Santino Solari.
- Villa Stolz, erbaut 1845, abgerissen 1997
- Villa Phillips (später Villa Horvath), erb. 1853 (abseits des geschlossenen Siedlungsraums)

### Aigen Mitte
Das zentrale Gebiet von Aigen entwickelte sich in wesentlichen Teilen zwischen dem Schloss Aigen und dem dann 1876 errichteten Bahnhof Aigen als Villenviertel, das in einer vorerst lockeren Bebauung zwischen 1850 und 1914 entstand. Zuerst bauten etwa der Domherr Stolz, der Maler Johann Fischbach und einige Hofdamen der Kaiserin-Witwe Carolina-Augusta (die selbst in Aigen etliche Sommer verbrachte) hier in großzügig-lockerer Bebauung ihre Villen. Eine flächige Verbauung – vor allem auch der salzachnahen Teile von Aigen Mitte setzte dann nach 1950 ein.
Villen in Aigen Mitte:

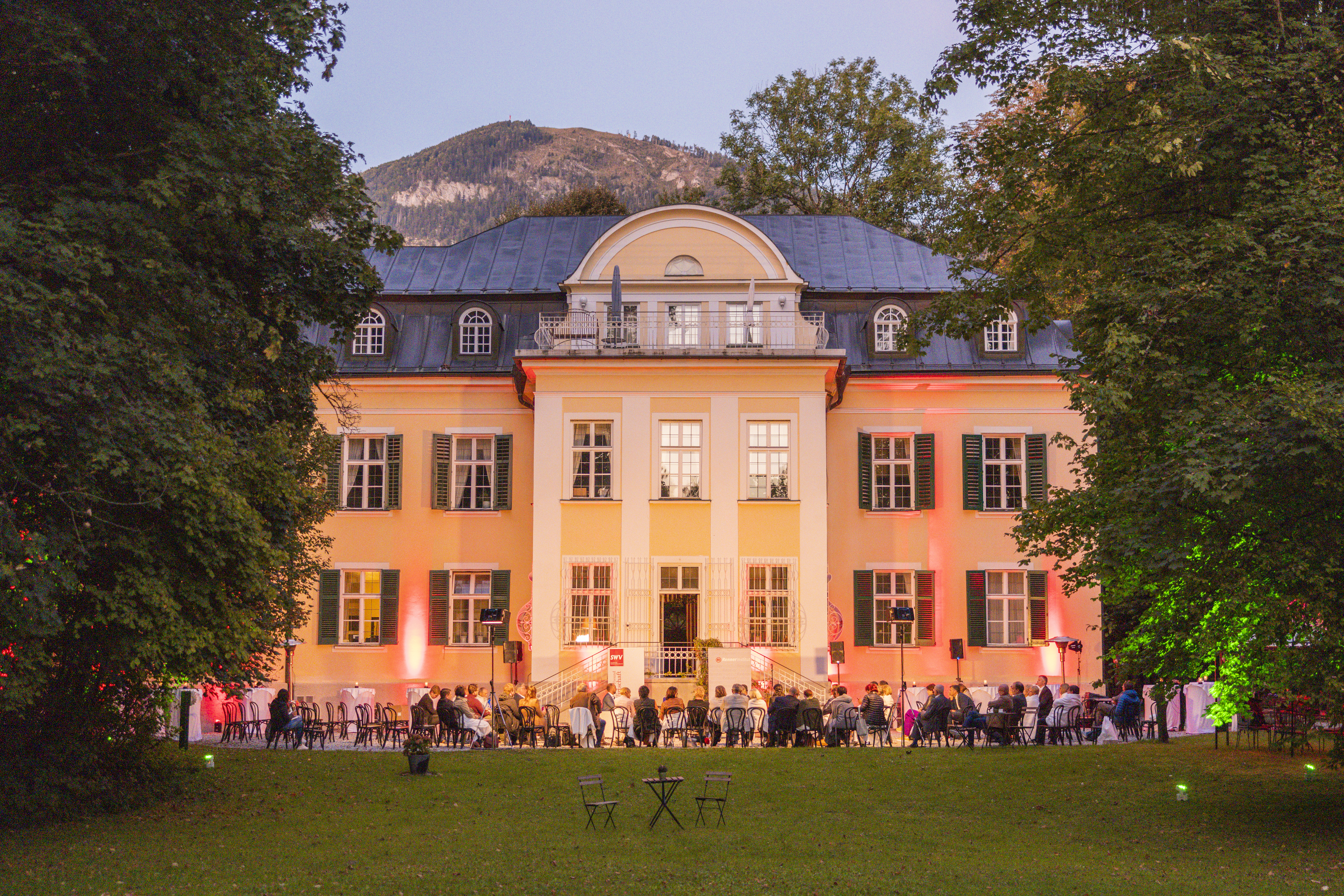
Villa Trapp

- Villa Lanser-Gyllenstorm, erbaut 1862/63
- Villa Kummer (später Villa Schönburg-Hardtenstein), erb. 1922
- Villa Coudenhove I (später Villa Salm), erb. 1856
- Villa Coudenhove II (später Villa Reedl), erb. 1861
- Villa Walburga (von Architekt Valentin Ceconi), später Villa Lamberg (von V. Ceconi), dann Villa Trapp, erb. 1863
- Villa Fackler (später auch Villa Fux), erb. 1901
- Waldvilla Fürst Schwarzenberg, erb. 1886 (abseits des geschlossenen Siedlungsraums)

### Abfalter
Das Wort apfalter ist ein mittelhochdeutscher Ausdruck (von ahd. affrolta), der damals neben dem Wort apfelboum benutzt wurde und ‚Apfelbaum‘ hieß. In der Heckenlandschaft von Aigen-Abfalter war früher der Holzapfel (die wilde Urform des Apfels) nicht selten. Vielleicht war auch ein Kulturapfelbaum namensgebend für diese alte Kulturlandschaft.
Der Stadtteil Abfalter entstand wesentlich nach dem Zweiten Weltkrieg. Um 1900 stand im Zentrum des Stadtteiles inmitten eines großen Parkes lediglich die Villa Preuschen. Diese Villa wurde nach 1887 im späthistorisierenden Stil erbaut. Zuvor befand sich hier umgeben von ertragreichen Äckern u. a. ein altes Bauerngut, das Abfaltergut, das vermutlich 1635 erbaut worden war. Die dortigen landwirtschaftlichen Betriebe wurden hier immer weiter von den wachsenden Siedlungsteilen eingeschlossen.
Der Preuschenpark ist heute teilweise ein öffentlicher Park. In Abfalter befindet sich heute auch eine Volksschule und ein städtischer Kindergarten (Dr.-Petter-Straße 19 und 21). Die salzachnahen Straßen von Abfalter sind nach berühmten Bildhauern benannt.
Villen in Abfalter:

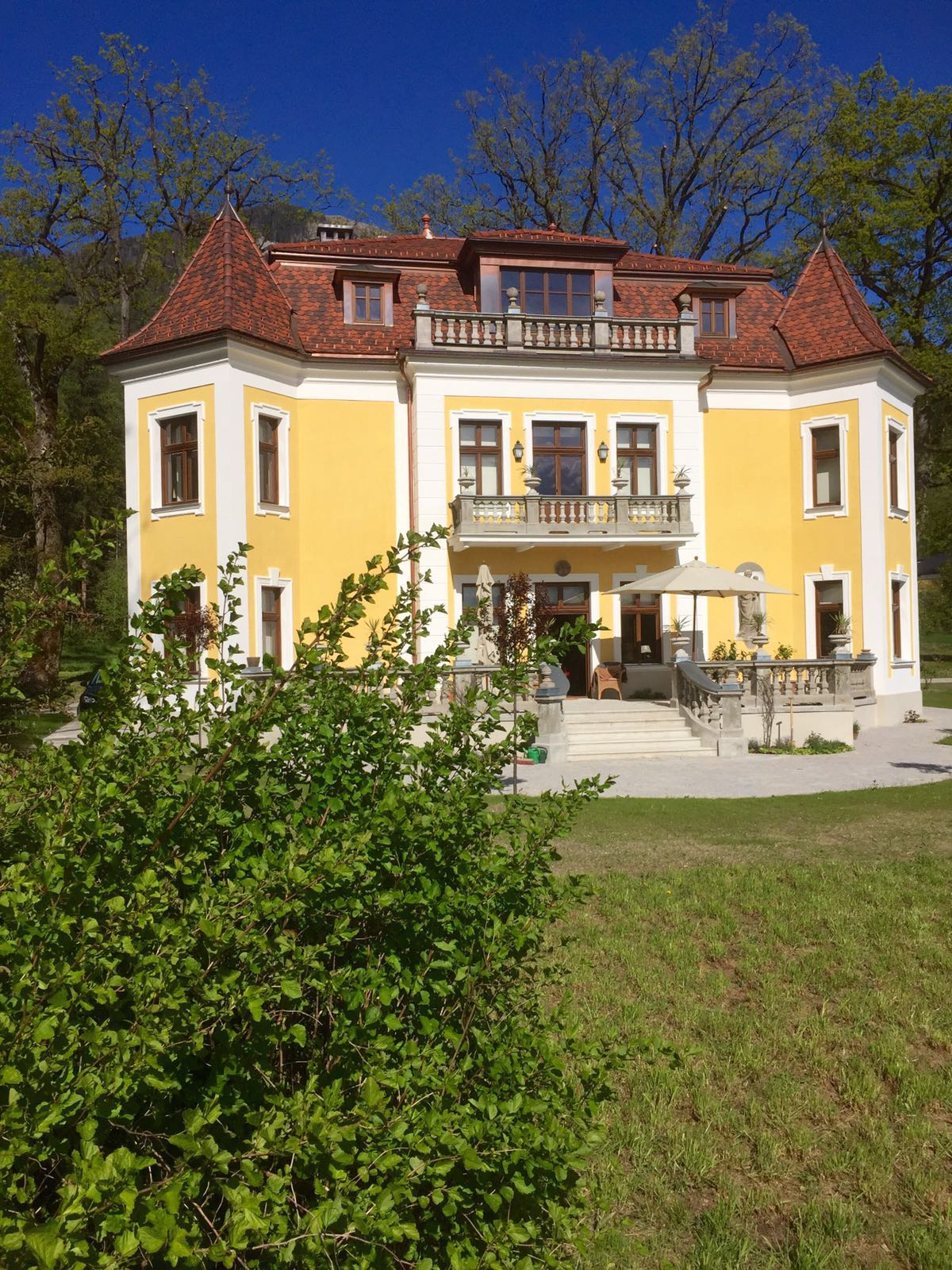
Villa Erlenburg

- Abfalterhof: Er geht in seiner ursprünglichen Form zumindest ins 17. bis 18. Jahrhundert zurück. 1909 wird der Gutshof an Clemens Freiherr von Preuschen verkauft. Die Gehäusegruppe besitzt ein  Landhaus, einen ehemaligen Stall und ein Zuhaus. Viele Details des alten Gutshofes sind erhalten.
- Villa Jany (Villa Ornig), erb. 1884, umgebaut 1903
- Villa Erlenburg (erb. 1906)
- Villa Rudholzer (Villa Attems), erb. 1904, abgerissen 1975
- Villa Joachim (Villa Künßberg), (Ernst-Grein-Str. 6, Villa Schmerling): Um 1860 erbaut für den bekannten Geiger Joseph Joachim. Ab 1863 wohnte Joachim im Sommer stets in dieser Villa, einem interessanten Bau des frühen Historismus, der auch als Wohnsitz des Künstlers bedeutsam wurde. 1869 besuchten Johannes Brahms und Clara Schumann den Geigenvirtuosen um gemeinsam mit Joseph Joachim zu musizieren, auch das Streichquartett op. 51 in a-moll. 1870 besuchte Brahms den Geiger um sein Streichquartett erneut durchzusehen.
- Villa Bellegarde (Villa Grein, Villa Preuschen), erb. 1860, abger. 1963
- Grünbichlhof (Villa Kahlenbeck) erb. 1855
- Villa Hahn (Villa Thurn und Taxis), erb. 1854, abger. 1960

## Aigen heute

### Verkehr

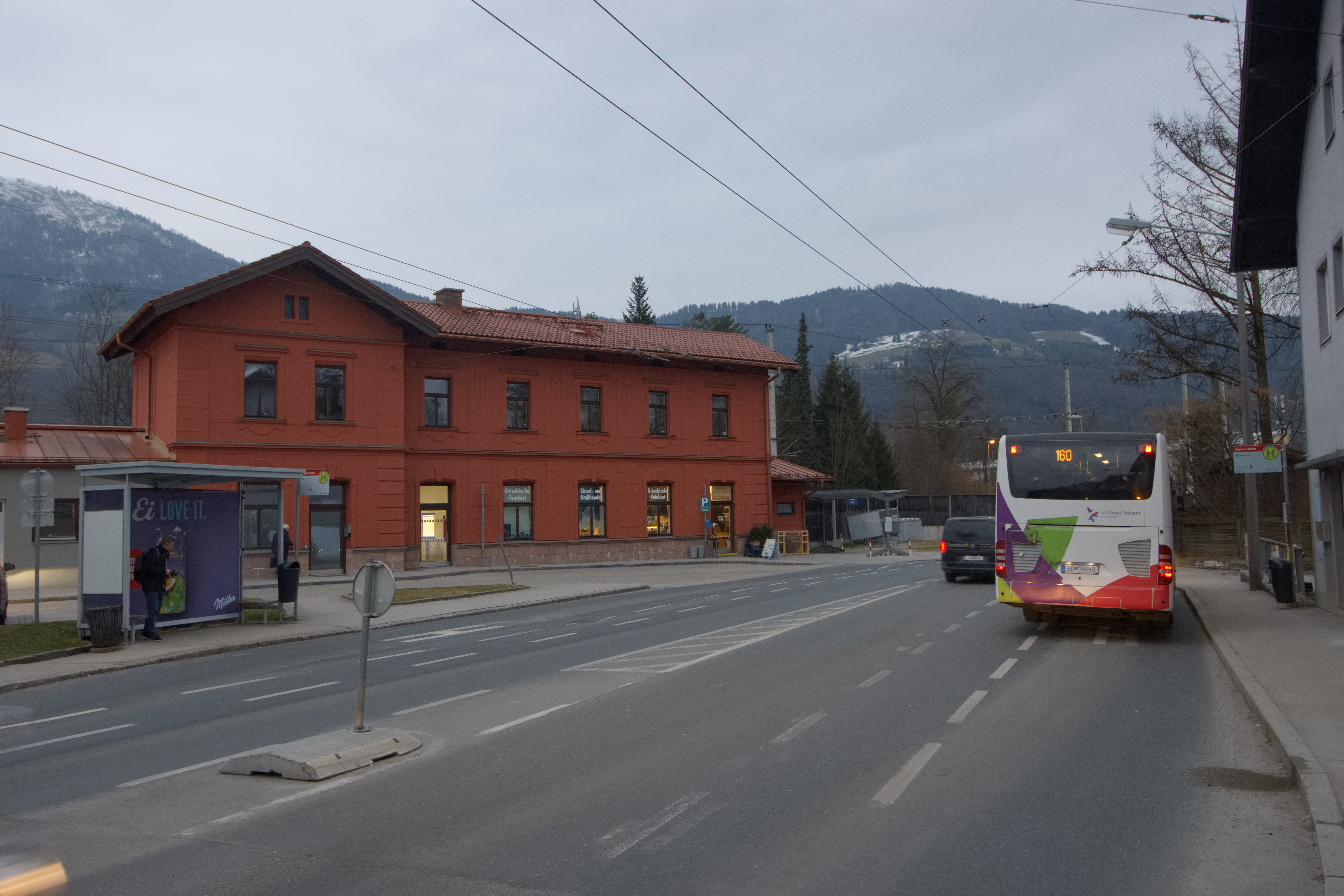
Regionalbus der Linie 160 an der Aigner Straße vor dem Bahnhof Aigen

Aigen besitzt den zweitältesten noch im Betrieb stehenden Bahnhof der Landeshauptstadt. Dieser wird heute nur noch im Halbstundentakt von der Salzburger S-Bahnlinie S3 bedient. Der Stadtteil ist zudem mit der der Obuslinie 7 und der Regionalbuslinie 160 an das öffentliche Verkehrsnetz angebunden. 
Die Aigner Straße bildet neben der Alpenstraße die wichtigste Verbindung in den südlich gelegenen Tennengau. Für Fußgänger und Radfahrer führt entlang der Salzach der Ignaz-Rieder-Kai in seiner Verlängerung bis nach Elsbethen und weiter. Ein weiterer Radweg durch den Stadtteil nach Parsch und weiter ist ausgeschildert.

### Einrichtungen

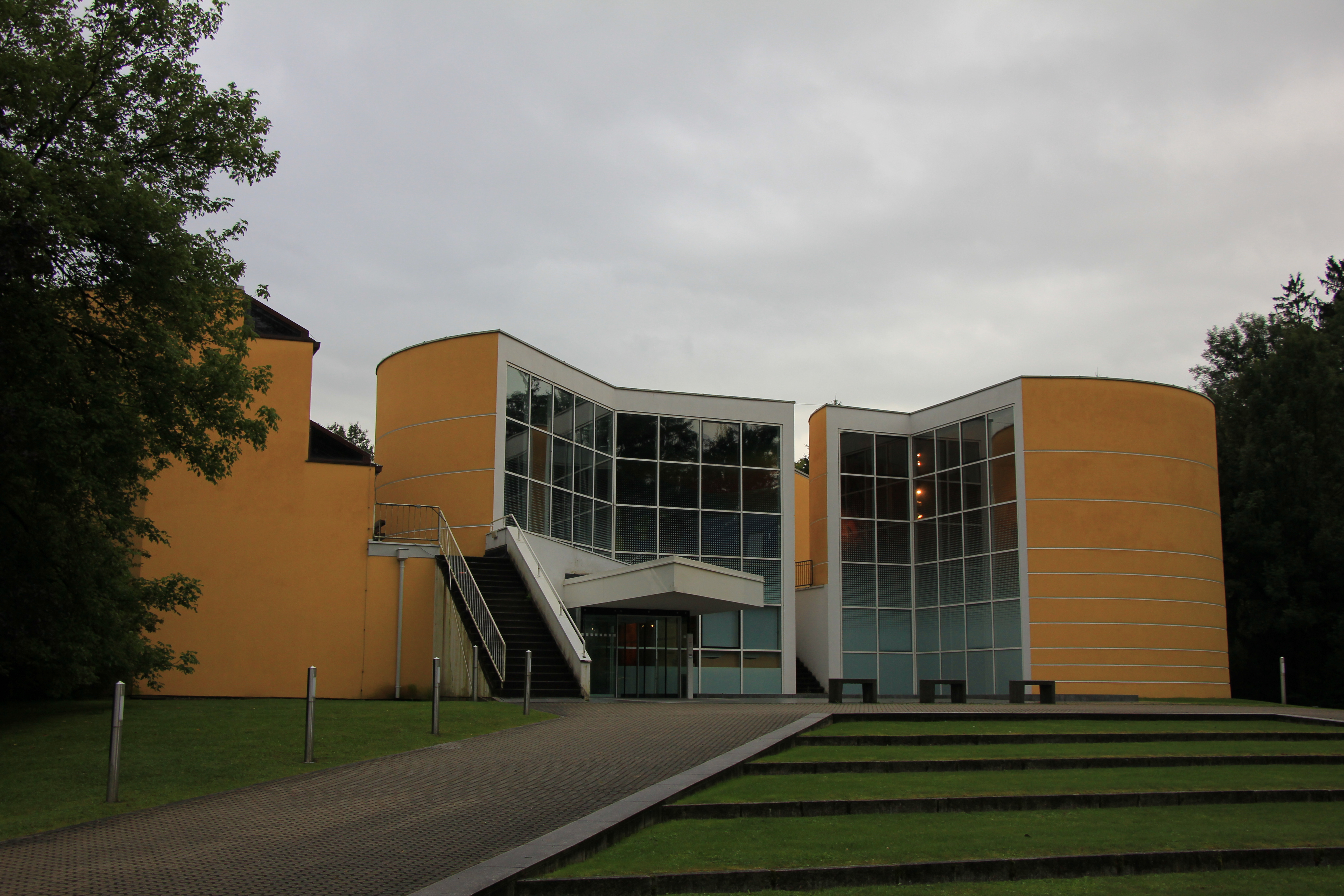
Bildungshaus St. Virgil

In Aigen befinden sich u. a. das Bildungszentrum St. Virgil der Erzdiözese Salzburg, das Diakonie-Zentrum Salzburg mit angeschlossener Kirche, die Probebühne des Salzburger Landestheaters sowie der Campingplatz Schloss Aigen und der Jüdische Friedhof Salzburg.

## Persönlichkeiten
- Albert Birkle (* 1900 in Berlin; † 1986 in Salzburg), Maler, seine Villa steht am Gersbergweg
- Johann Fischbach (* 1797 in Graveneck; † 1871 in München), Landschaftsmaler, erbaute die Fischbachvilla in Aigen
- Hans Hauser (* 1911 in Aigen bei Salzburg; † 1974 in Salzburg), Skiläufer der 1930er Jahre
- Max Hauser (* 1912 in Aigen bei Salzburg; † 1983 in Salzburg), Skiläufer der 1930er Jahre
- John Heartfield (* 1891 in Berlin; † 1968 in Ost-Berlin), deutscher Fotomontagekünstler und Bühnenbildner; Teil der Kindheit in Aigen
- Wieland Herzfelde (* 1896 in Weggis/Schweiz; † 1988 in Berlin), deutscher Publizist, Autor und Verleger; Kindheit in Aigen
- Hermann Joseph Hinterstoisser (* 1861 in Aigen bei Salzburg; † 1932 in Defreggen/Osttirol), Chirurg, Chefarzt, Oberstabsarzt und Krankenhausdirektor in Teschen; Bruder von Franz Hinterstoisser
- Franz Hinterstoisser (* 1863 in Aigen bei Salzburg; † 1933 in Wien), Pionier der österreichischen Luftfahrt.
- Simon Rettenpacher (* 1634 in Aigen; † 1706 in Kremsmünster), Dramatiker, Lyriker, Historiker und Chronist
- Franz Seywald (* 1891 in Aigen; † 1944 in Salzburg), Landesbeamter
- Lelio Spannocchi (* 1911 auf Schloss Aigen; † 1986 in Sarleinsbach); Nationalratsabgeordneter der ÖVP
- Emil Spannocchi (* 1916 auf Schloss Aigen; † 1992 in Wiener Neustadt); österreichischer General
- Erwin Barth von Wehrenalp (* 25. September 1911 in Dresden; † 21. April 1996 in Paris), Publizist und Verleger in Düsseldorf, lebte ab 1981 in Aigen
- Ehrenbürger: Johann Hell (Lehrer ab 1852 in Aigen, Verleihung der Gemeinde Okt./1883)
- Ehrenbürger: HR Lienbacher (1821 – 13. Juni 1914, für seine Tätigkeiten bei der Salzachregulierung, Verleihung 3. April 1892).